# عنصر تک‌نوکلید

عنصرهای تک‌نوکلید و تک‌ایزوتوپ (۱۹ عنصر) تک‌نوکلید اما پرتوزا

عنصرهای تک‌نوکلید (به انگلیسی: Mononuclidic element) به ۲۲ عنصر شیمیایی  گفته می‌شود که در طبیعت تنها با یک نوکلید مشخص یافت می‌شوند و در نتیجه جرم اتمی میانگین برای آن‌ها وجود نداشته و جرم اتمی دقیقی دارند.